# Kiválasztásos rendezés
A kiválasztásos rendezés egy nem rendezett sorozat elemeinek sorba rendezésére szolgáló összehasonlító algoritmus.  
Működése: kiválasztjuk az elejéről kezdve a sorozat egyes elemeit, majd egyenként összehasonlítjuk a sorozat még nem rendezett többi elemével. Ha a sorrend nem megfelelő, akkor cserélünk. 
Az algoritmus k-adik lépése előtt az első k-1 elem már rendezett, tehát ezek már nem vesznek részt a vizsgálatokban.